# Mariä Empfängnis (Zulling)

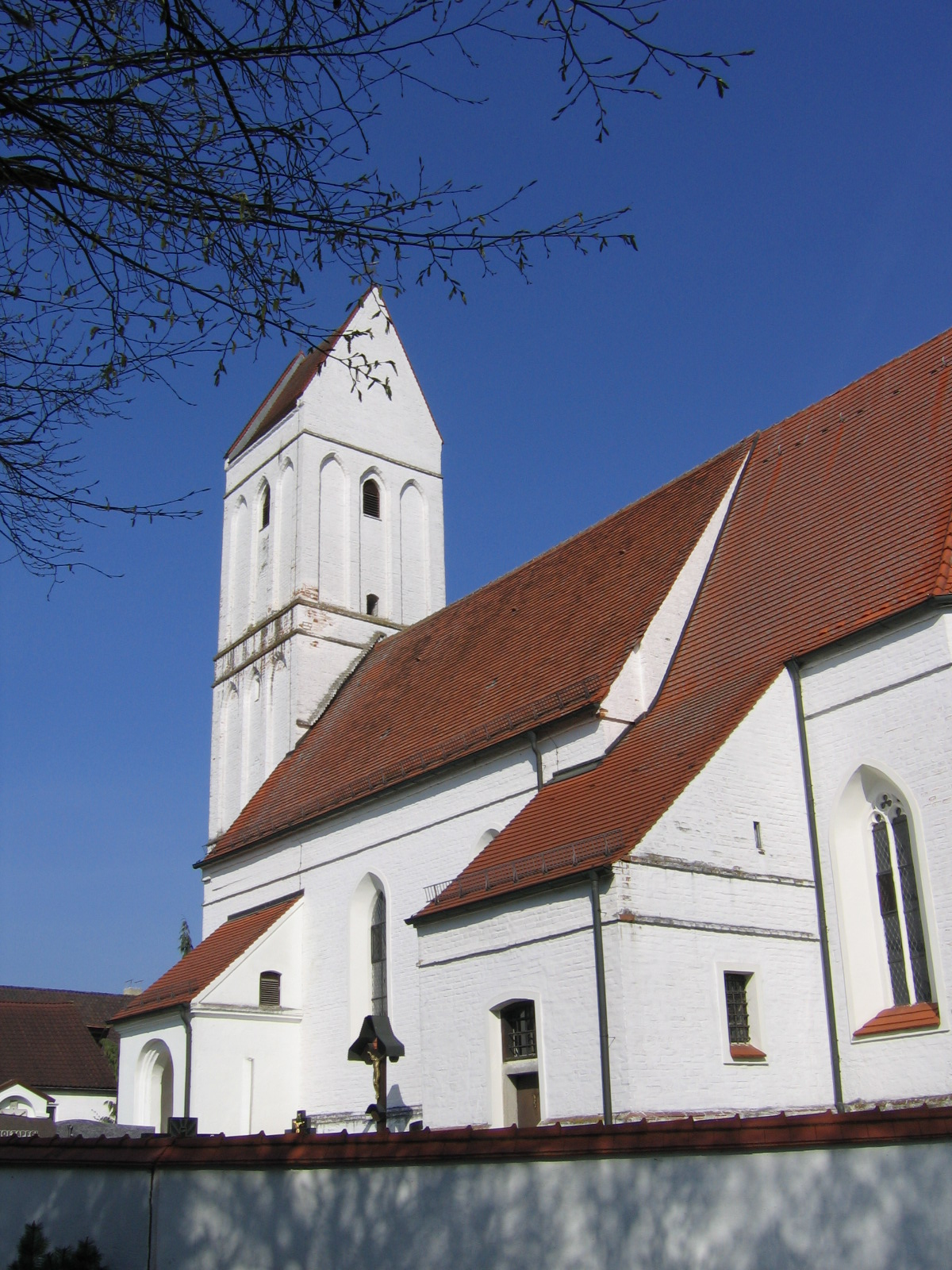
Außenansicht der Filialkirche Mariä Empfängnis in Zulling

Die Filialkirche Mariä Empfängnis ist die katholische Dorfkirche von Zulling, einem Ortsteil der Stadt Landau an der Isar im niederbayerischen Landkreis Dingolfing-Landau. Angelegt im romanischen Stil, wurde die stattliche Kirche im Ortskern in der zweiten Hälfte des 15. Jahrhunderts fertiggestellt und ist somit dem spätgotischen Stil zuzurechnen. Am Chorbogen findet sich die Jahreszahl 1478. Das Gotteshaus ist beim Bayerischen Landesamt für Denkmalpflege als Baudenkmal mit der Nummer D-2-79-122-88 eingetragen. Das Patrozinium der Unbefleckten Empfängnis wird am 8. Dezember begangen.
An den kleinen dreijochigen Saalbau schließt im Osten der eingezogene Chor an. An der Westseite des Langhauses ragt der viergeschossige, spätgotische Satteldachturm auf. Die oberen drei Geschosse sind von Spitzbogenblenden gegliedert, die Lichtschlitze und Schallöffnungen enthalten. Auf der Südseite des Langhauses ist im westlichen Joch ein kleiner Portalvorbau angefügt, auf der Südseite des Chores die Sakristei. Die zweibahnigen Spitzbogenfenster enthalten aufwändiges Maßwerk.
Der spätgotische Hochaltar, ausgeführt als Flügelaltar, enthält eine lebensgroße Figur der Mutter Gottes, umgeben von vier weiblichen Heiligen auf goldenem Hintergrund. Auf den Flügeln sind Szenen aus dem Marienleben abgebildet.

## Teufelstritt von Zulling

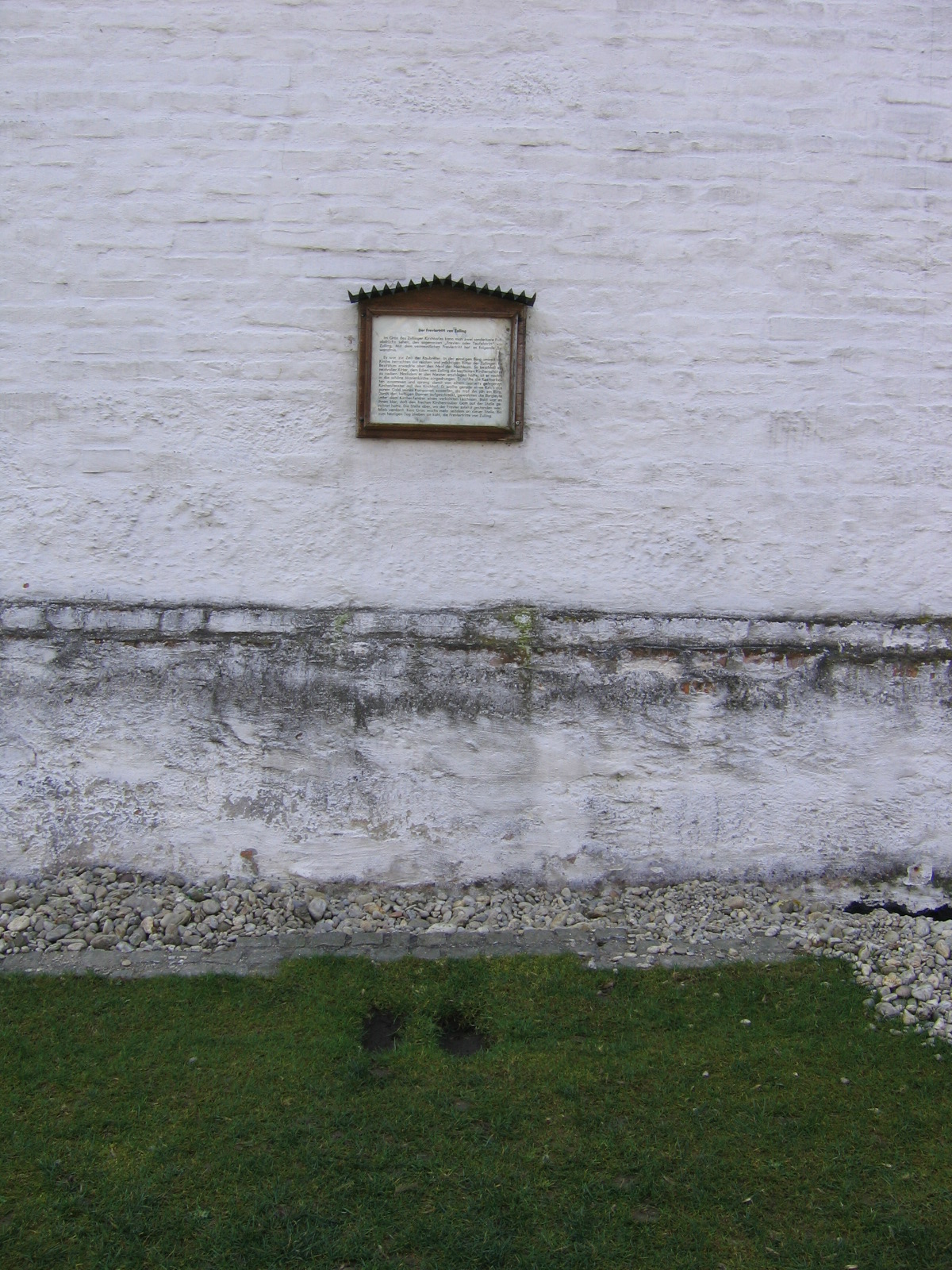
Teufelstritt von Zulling

Hinter der Kirche, auf der Nordseite findet man den Teufelstritt von Zulling, auch als Frevlertritt von Zulling bekannt. Dabei handelt es sich um zwei grasfreie Fußabdrücke im Rasen. Um diese rankt sich eine mittelalterliche Sage. Danach bewohnten besonders wohlhabende Ritter eine Burg an der Isar. Eine wertvoll ausgestattete Kirche gehörte zu ihrem Besitz. Diese wurde der Sage nach ausgeraubt. Beim Sprung aus dem Nordfenster der Kirche wurde der Räuber mit dem Diebesgut vom Blitz erschlagen. Seitdem wächst in den zurückgebliebenen Fußtritten kein Gras mehr.